# Von den Bewohnern der Gestirne
Von den Bewohnern der Gestirne ist ein Text des Philosophen Immanuel Kant. Er bildet den Anhang und dritten Teil der 1755 erschienenen Allgemeinen Naturgeschichte und Theorie des Himmels und beschäftigt sich mit der Frage nach außerirdischem Leben.
Nach Kant ist die Existenz von Lebewesen auf anderen Planeten unseres Sonnensystems sehr wahrscheinlich. Zudem formuliert er ein Sonnenabstandsgesetz, nach dem die geistigen Fähigkeiten von Lebewesen zunehmen, je weiter sie von der Sonne entfernt leben. Demnach seien Lebewesen auf dem Jupiter den Menschen geistig weit überlegen, während Merkurbewohner den Erdbewohnern intellektuell deutlich unterlegen seien. Aus einer geistigen Überlegenheit folge zudem eine moralische Überlegenheit, weswegen die Menschen aus geistiger und moralischer Perspektive nicht mehr als „Krone der Schöpfung“ zu betrachten seien.
Kants Theorie des außerirdischen Lebens wurde in der Philosophie- und Astronomiegeschichte wenig beachtet, auch weil sich seine Thesen aus heutiger Perspektive als unplausibel herausgestellt haben.

## Kontext der Theorie

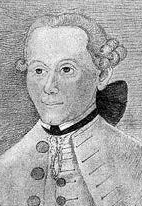
Zeichnung des Philosophen Immanuel Kant um 1755 von Caroline von Keyserling

Naturphilosophische Gedanken zur Existenz von außerirdischem Leben lassen sich bis in die Antike zurückverfolgen. So finden sich etwa schon in Plutarchs Werk Das Mondgesicht oder Lukian von Samosatas Schrift Ikaromenipp oder die Wolkenreise Gedanken über Lebewesen jenseits der Erde. Derartige Texte beziehen sich jedoch wesentlich auf mythische Motive und haben nicht den Anspruch, mit Hilfe einer rationalen Argumentation Theorien über außerirdisches Leben zu entwickeln.
Dies ändert sich spätestens im späten 17. Jahrhundert, unter anderem durch den Astronomen Christiaan Huygens und seine Schrift Weltbeschauer, oder vernünftige Muthmaßungen, daß die Planeten nicht weniger geschmükt und bewohnet seyn, als unsere Erde. Huygens, zugleich einer der Begründer der Wahrscheinlichkeitstheorie, erkannte, dass er zu keinen gewissen Erkenntnissen über extraterrestrisches Leben kommen kann. Dennoch seien einige Annahmen wahrscheinlicher als andere, daher könne man doch zumindest zu „vernünftigen Mutmaßungen“ kommen.
Die Idee von derartigen „vernünftigen Mutmaßungen“ beeinflusste die Naturphilosophie des 18. Jahrhunderts stark. Christian Wolff berechnete mit Hilfe von Analogieargumenten und „vernünftigen Mutmaßungen“ gar die Größe der Jupiterbewohner auf 13819 1440tel eines Pariser Fuß, also etwa vier Meter. Auf der methodischen Grundlage der Analogien und „vernünftigen Mutmaßungen“ stehen auch Kants Hypothesen über das Leben auf fremden Planeten. Kants Beschäftigung mit der Frage nach außerirdischem Leben ist im Kontext der zeitgenössischen Naturphilosophie und Astronomie also keinesfalls ungewöhnlich.
Obwohl Von den Bewohnern der Gestirne zu Kants frühen, vorkritischen Schriften gehört, gibt es keine Anzeichen für eine spätere Distanzierung vom Glauben an extraterrestrisches Leben. Auffällig sind in diesem Zusammenhang zahlreiche Textstellen in späteren Werken, die die Gültigkeit von Prinzipien für alle vernunftbegabten Wesen betonen. So heißt es etwa in der Kritik der reinen Vernunft: „Das menschliche Gemüth nimmt (so wie ich glaube, daß es bei jedem vernünftigen Wesen nothwendig geschieht) ein natürliches Interesse an der Moralität“. In Kants Spätschrift Anthropologie in pragmatischer Hinsicht aus dem Jahre 1798 wird sogar nochmals explizit auf Bewohner anderer Gestirne Bezug genommen:

„Es ist merkwürdig, daß wir uns für ein vernünftiges Wesen keine andere schickliche Gestalt, als die eines Menschen denken können. Jede andere würde allenfalls wohl ein Symbol von einer gewissen Eigenschaft des Menschen – z. B. die Schlange als Bild der boshaften Schlauigkeit –, aber nicht das vernünftige Wesen selbst vorstellig machen. So bevölkern wir alle andere Weltkörper in unserer Einbildungskraft mit lauter Menschengestalten, obzwar es wahrscheinlich ist, daß sie nach Verschiedenheit des Bodens, der sie trägt und ernährt, und der Elemente, daraus sie bestehen, sehr verschieden gestaltet sein mögen.“

## Existenz außerirdischen Lebens
Kant zweifelt nicht an der Existenz von Leben auf anderen Planeten. Zwar könnten einige Planeten unbewohnt sein, dies sei dann jedoch eine Ausnahme. Zum einen könnten manche Planeten noch nicht vollkommen entwickelt sein und daher noch nicht die Bedingungen für organisches Leben bieten – Jupiter sei ein Kandidat für ein solches Gestirn. Auch „könnte es wohl öde und unbewohnbare Gegenden“ geben, es wäre jedoch eine „Ungereimtheit“, zu bestreiten, dass die meisten Planeten bewohnt sind.
Kant ist sich dieser Tatsache so sicher, dass er gar nicht im Einzelnen für die Existenz von extraterrestrischem Leben argumentiert. Er gibt lediglich eine satirische Geschichte über Läuse wieder, die seine These illustrieren soll:

„Diejenigen Creaturen […] welche die Wälder auf dem Kopfe eines Bettlers bewohnen, hatten schon lange ihren Aufenthalt für eine unermeßliche Kugel und sich selber als das Meisterstück der Schöpfung angesehen, als einer unter ihnen, den der Himmel mit einer feinern Seele begabt hatte, ein kleiner Fontenelle seines Geschlechts, den Kopf eines Edelmanns unvermuthet gewahr ward. Alsbald rief er alle witzige Köpfe seines Quartiers zusammen und sagte ihnen mit Entzückung: Wir sind nicht die einzigen belebten Wesen der ganzen Natur; sehet hier ein neues Land, hier wohnen mehr Läuse.“

Aus Kants Perspektive gibt es zwei Argumente für die Existenz von Leben auf anderen Planeten. Das eine Argument basiert auf dem Analogieprinzip, das andere auf Kants kosmogonischer Theorie.

### Analogieargument
Die Fabel über die Läuse deutet bereits das Analogieargument an, das für die Existenz von Leben auf anderen Planeten zu sprechen scheint: Wenn es verschiedene Köpfe gibt und man auf einem Kopf Läuse findet, so kann man vernünftigerweise davon ausgehen, dass man auch auf anderen Köpfen Läuse finden wird. Nur Ignoranz könnte die Läuse der Fabel dazu bringen, anzunehmen, dass nur ihr Kopf bewohnt sei. In gleicher Weise wäre es ignorant, wenn Menschen annehmen würden, dass nur ihr Planet bewohnt sei.
Soll aus der Fabel ein überzeugendes Argument werden, so muss jedoch begründet werden, wieso Menschen ignorant sind, wenn sie davon ausgehen, dass nur die Erde bewohnt ist. Die Existenz von anderen Planeten impliziert ja nicht die Existenz von anderen bewohnten Planeten. Hier kommt das Analogieprinzip ins Spiel: Vergleicht man Planeten mit anderen Himmelskörpern wie der Sonne, Kometen, Monden oder Sternen, so wird man viele astronomische Ähnlichkeiten zwischen Planeten finden. Nun lässt sich das Analogieprinzip wie folgt formulieren: Sind sich zwei Fälle in vielen bekannten Aspekten ähnlich, so kann man davon ausgehen, dass sie sich auch in unbekannten Aspekten ähnlich sind. Da sich nun Planeten in vielen Aspekten ähneln, könne man davon ausgehen, dass sie sich auch in Bezug auf die Frage nach der Existenz von Leben ähneln. Und da wir von einem Planeten – der Erde – bereits wissen, dass auf ihm Leben vorkommt, kann man vernünftigerweise davon ausgehen, dass sich auch Leben auf den anderen Planeten entwickelt hat.
Ein solches Analogieargument kann aus heutiger Perspektive absurd wirken, da es zu falschen Ergebnissen führt. Es gilt allerdings zu beachten, dass Analogieargumente in vielen Wissenschaften üblich sind. Ein einfaches Beispiel bietet etwa die Zuordnung von Gemälden. Fragt man sich, ob ein Gemälde tatsächlich einem bestimmten Maler zugeordnet werden kann, so wird man nach dem Analogieprinzip argumentieren: Sind sich zwei Fälle in vielen bekannten Aspekten ähnlich, so kann man davon ausgehen, dass sie sich auch in unbekannten Aspekten ähnlich sind. Je mehr das fragliche Gemälde mit den bekannten Gemälden übereinstimmt (Datierung, Material, Stil usw.), desto wahrscheinlicher ist, dass die Gemälde auch in Bezug auf ihren Urheber übereinstimmen. Auch die moderne Astrobiologie argumentiert auf der Basis von Analogieargumenten: Gesucht werden Orte, die mit der Erde in möglichst vielen relevanten Aspekten übereinstimmen.
Kants Annahmen zur Existenz extraterrestrischen Lebens sind also nicht deshalb falsch, weil sie auf zweifelhaften Argumentstrukturen beruhen. Vielmehr hatte Kant zum einen nicht die heute verfügbaren Daten zu Unterschieden zwischen den Planeten, zum anderen wusste er nicht, welche Ähnlichkeiten relevant für die Entstehung von Leben sind, etwa Temperatur oder Atmosphäre.

### Kosmogonieargument
Kants astronomische Theorie macht die Existenz von außerirdischem Leben jedoch noch aus einem anderen Grund plausibel: Der junge Kant ist ein begeisterter Newtonianer und seine Allgemeine Naturgeschichte und Theorie des Himmels basiert auf den theoretischen Neuerungen der Philosophiae Naturalis Principia Mathematica. Allerdings geht Kant in einem entscheidenden Punkt über Newton hinaus: Newton konnte zwar die Bewegungen der Planeten mit Hilfe der Gravitationstheorie erklären, jedoch hatte er keine Theorie zur Entwicklung des Universums und postulierte an dieser Stelle das direkte Eingreifen Gottes. Kant gelingt es nun im Rahmen der Kant-Laplace-Theorie, auf der Basis von Newton eine Erklärung für die Entwicklung des Universums zu liefern: Als Ausgangsbedingung nimmt Kant nicht einen leeren Raum an, sondern einen Materienebel (Sonnennebel), der selbst noch keine Formen besitzt. Nun würde dieser Ausgangszustand sich jedoch durch Anziehung und Abstoßung schnell verändern und schließlich in den gegenwärtigen Zustand des Universums gelangen. Im Kontext dieser Theorie ist auch der folgende berühmte Ausspruch Kants zu verstehen: „Gebt mir Materie, ich will eine Welt daraus bauen!“
Nun macht diese Evolution des Kosmos nicht bei der anorganischen Materie halt, vielmehr denkt sich Kant die Entstehung des organischen Lebens als eine weitere Stufe des Entwicklungsprozesses, der allein durch die Naturgesetze geleitet ist. Das direkte Eingreifen Gottes ist nicht bei der Entstehung und Entwicklung der Planeten notwendig und auch nicht bei der Entstehung und Entwicklung des organischen Lebens. In diesem Sinne ist auch Kants Bemerkung zu verstehen, dass es auf dem Jupiter vielleicht noch kein Leben gibt, da er sich noch nicht in einem weit genug fortgeschrittenen Stadium befindet.

## Eigenschaften außerirdischen Lebens

### Geistige Fähigkeiten und der Abstand von der Sonne

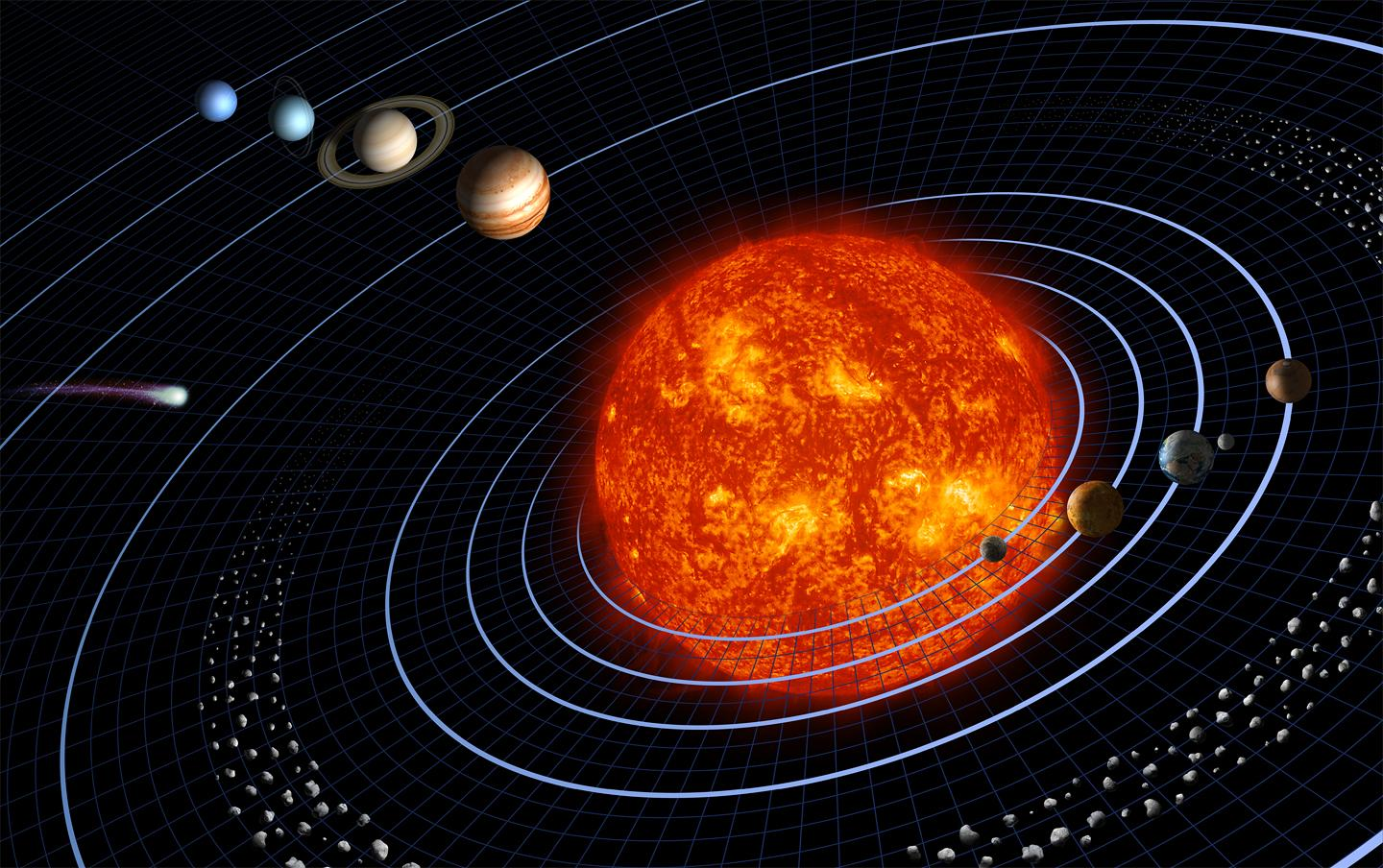
Sonnensystem, nicht maßstabsgetreu

In dem Text Von den Bewohnern fremder Gestirne geht Kant sehr schnell von der Frage nach der Existenz außerirdischen Lebens zu einer Theorie über die Gestalt dieses Lebens über. Zentral ist hier wieder Newtons Theorie der Gravitation. Entsprechend dem Newtonschen Gravitationsgesetz nimmt die Anziehungskraft zwischen zwei Körpern mit zunehmender Entfernung ab. Da die Planeten sich unterschiedlich weit von der Sonne entfernt befinden, sind die Körper auf den Planeten auch verschiedenen Kräften ausgesetzt. Entsprechend seiner allgemeinen astronomischen Theorie führen diese Unterschiede dazu, dass dichtere Materie weiter zur Sonne absinkt, während sich leichtere Teile weiter vom Zentralgestirn entfernt befinden. Nun argumentiert Kant, dass diese Unterschiede in der materiellen Konstitution der Planeten sicherlich Einfluss auf die Gestalt des Lebens haben müssen.

„Der Stoff, woraus die Einwohner verschiedenster Planeten, ja sogar die Tiere und Gewächse auf denselben gebildet sein, muss überhaupt um desto leichterer und feinerer Art sein, und die Elastizität der Fasern samt der vorteilhaften Anlage ihres Baus um desto vollkommener sein, nach dem Maße als sie weiter von der Sonne abstehen.“

In einem zweiten Argumentationsschritt schließt Kant von der vorteilhaften körperlichen Konstitution auf eine vorteilhafte geistige Konstitution. Dieser Schritt setzt voraus, dass die geistigen Fähigkeiten durch die körperlichen Eigenschaften von Lebewesen bestimmt sind. Kant stimmt der Voraussetzung zu, dass „das Vermögen zu denken […] von der Beschaffenheit dieser Materie vollkommen abhängt.“ Kant formuliert also ein Sonnenabstandsgesetz, nach dem die körperlichen und geistigen Fähigkeiten von Lebewesen mit der Entfernung vom Zentralgestirn zunehmen.
Die Argumentation für das Sonnenabstandsgesetz kann aus vielen Perspektiven kritisiert werden. Selbst wenn man die Abhängigkeit der körperlichen Eigenschaften von der Entfernung von der Sonne akzeptiert, kann man noch immer fragen, wieso etwa die „Elastizität der Fasern“ entscheidend für die geistigen Fähigkeiten von Lebewesen sein sollte. Kant begegnet diesem Argument wiederum mit einer Analogie: Mit zunehmendem Alter würden die Fasern von Menschen weniger biegsam, die Säfte dicker. Diese körperlichen Phänomene bringen jedoch nach Kant auch eine zunehmende geistige Immobilität im Alter mit sich. Wenn man nun bei Menschen auf der Erde beobachten kann, dass die geistigen Fähigkeiten von diesen körperlichen Phänomenen abhängig sind, so kann man vernünftigerweise davon ausgehen, dass es sich bei anderen Lebewesen auf die gleiche Weise verhält.

### Moralisches Mittelmaß des Menschen
Mitte des 18. Jahrhunderts war das kopernikanische Weltbild anerkannt, wonach die Erde ein Planet unter den übrigen fünf klassischen Planeten im Sonnensystem sei, Merkur der Sonne am nächsten steht und Jupiter weiter von der Sonne entfernt ist als die Erde. Die Erde steht zwischen diesen Planeten und gemäß dem Sonnenabstandsgesetz verfügen die Erdenbewohner daher nur über durchschnittliche geistige Fähigkeiten. Kant erläutert diese Situation mit folgendem Vergleich: Den Merkurbewohnern würde jeder Mensch wie ein Newton erscheinen – für Kant ist Newton ein herausragendes Beispiel für ein Genie. Umgekehrt würde selbst Newton den Jupiterbewohnern als geistig sehr wenig begabt erscheinen. Eine Konsequenz der Kantischen Konzeption ist also, dass die Menschen nicht mehr als „Krone der Schöpfung“ erscheinen, sie sind vielen extraterrestrischen Lebewesen heillos unterlegen.
Die Situation wird noch verschärft, da Kant die moralischen Fähigkeiten von Lebewesen an ihre allgemeinen intellektuellen Fähigkeiten knüpft. Menschen sind also Jupiterbewohnern nicht nur geistig unterlegen, sondern stehen auch moralisch auf einer niedrigeren Stufe. Kant spekuliert, dass die Situation des Menschen vielleicht einzigartig sei, da nur sie über die „unglückliche Fähigkeit“ verfügten, sündigen zu können:

„Wer weiß, sind also die Bewohner jener entferneten Weltkörper nicht zu erhaben und zu weise, um sich bis zu der Thorheit, die in der Sünde steckt, herab zulassen, diejenigen aber, die in den unteren Planeten wohnen, zu fest an die Materie geheftet und mit gar zu geringen Fähigkeiten des Geistes versehen, um die Verantwortung ihrer Handlungen vor dem Richterstuhle der Gerechtigkeit tragen zu dürfen?“

## Rezeption und Perspektive der Bioastronomie
Die Behauptungen des Textes haben sich zu großen Teilen als falsch oder unplausibel herausgestellt: Es ist nicht der Fall, dass sich auf den meisten Planeten des Sonnensystems intelligente Lebensformen finden lassen und das Sonnenabstandsgesetz wirkt aus heutiger Perspektive äußerst unplausibel. Die Rezeption ist von diesen Tatsachen geprägt: Gelegentlich gilt Von den Bewohnern fremder Gestirne als Beispiel dafür, dass auch strenge, systematische Denker wie Kant zu absurden und spekulativen Thesen kommen. Zudem gibt es in der Kantforschung die Tendenz, Kants Theorie des außerirdischen Lebens zu ignorieren. Auch in vielen Erörterungen seiner vorkritischen Naturphilosophie finden sich keine Erwähnungen dieses Themas.
Allerdings war sich Kant durchaus bewusst, dass er sich mit einigen seiner Thesen am Rande des vernünftig Diskutierbaren befand: „Wer zeigt uns die Grenze, wo gegründete Wahrscheinlichkeit aufhöret und die willkürlichen Erdichtungen anheben?“ Diese Zweifel Kants beziehen sich jedoch etwa auf seine Spekulationen über die moralischen Eigenschaften der Lebewesen, anderen Überlegungen bescheinigt er, „nicht weit von einer ausgemachten Gewissheit entfernt“ zu sein.
Tatsächlich ist die Struktur von Kants Argumenten häufig recht modern und hebt sich von vielen mythischen und theologischen Spekulationen zu extraterrestrischem Leben ab. Auch steht die moderne Astrobiologie häufig vor ähnlichen Herausforderungen wie Kant und bezieht sich ebenfalls auf Analogieargumente. Wenn Bioastronomen über Leben außerhalb des Sonnensystems diskutieren, so haben sie keine direkten Daten über die Bedingungen auf den Planeten und müssen auf indirektem Wege zu ihren Ergebnissen kommen. Dabei wird überlegt, wie wahrscheinlich die Existenz von Planeten ist, die der Erde hinreichend ähnlich sind, um per Analogie auf eine mögliche Lebensform zu schließen. Das bekannteste Beispiel für einen solchen Gedankengang ist die Drake-Gleichung.

### Primärliteratur
- Immanuel Kant: Allgemeine Naturgeschichte und Theorie des Himmels, 1755. Die Teile I und II enthalten Kants allgemeine astronomische Theorie, Teil III/Anhang die Überlegungen zum Leben auf anderen Planeten
- Immanuel Kant: Metaphysische Anfangsgründe der Naturwissenschaft, 1786. Kants zentrale Schrift zur Naturphilosophie aus seiner kritischen Zeit
- Isaac Newton: Philosophiae Naturalis Principia Mathematica, 1683. Grundlage für die astronomischen Überlegungen Kants

### Sekundärliteratur
- Eberhard Knobloch: „Vielheit der Welten – extraterrestrische Intelligenz.“, in: Wilhelm Voßkamp: Ideale Akademie, Berlin, Akademie Verlag, 2002, ISBN 3-05-003739-3. Überblicksartikel zum außerirdischen Leben in der Wissenschaftsgeschichte, enthält einen Abschnitt zu Kant
- Mary Hesse: Models and analogies in science, Notre Dame, Ind., Univ. of Notre Dame Press, 1966, ISBN 0-268-00337-8. Standardwerk zu Analogieargumenten in den Wissenschaften. Allerdings ohne direkten Bezug zu Kant